# Accident aeri

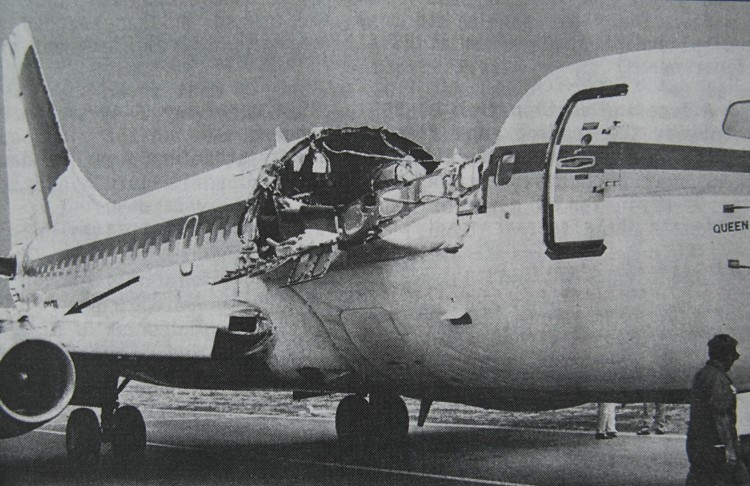
Accident aeri en el Vol 243 d'Aloha Airlines en el qual es va despendre part del fuselatge de l'avió.

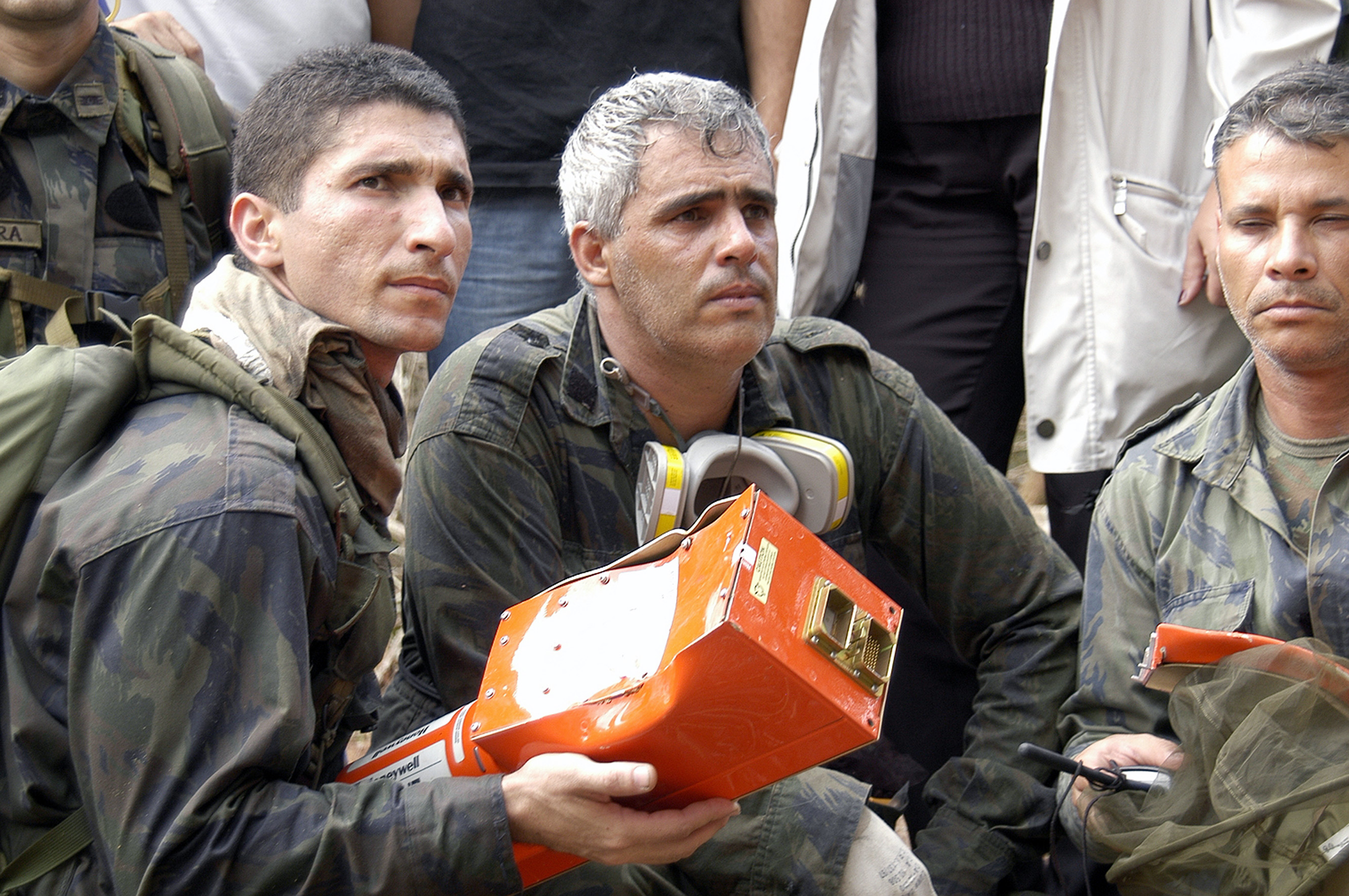
Personal d'investigació de l'accident aeri de Vol 1907 de Gol Transportes Aéreos, mostra una caixa negra de l'avió.

Un accident aeri és definit per l'Organització d'Aviació Civil Internacional un esdeveniment en el qual una persona resulta ferida o morta, l'aeronau pateix desperfectes o aquesta resulta perduda o inaccessible.

## Accidents més greus
- El pitjor accident aeri de la història de l'aviació va succeir a Tenerife, Espanya el 27 de març de 1977. Un Boeing 747 Jumbo de la companyia KLM es va enlairar sense permís de l'aeroport "Los Rodeos" ple de boira mentre un altre Boeing 747 Jumbo de Pan Am intentava sortir de la pista; les dues aeronaus van impactar en la pista. Conegut com el Desastre de Tenerife va causar la mort de 583 persones.
- El segon pitjor accident d'aviació i també el pitjor en involucrar a una sola aeronau va passar el 12 d'agost de 1985. Un Jumbo de Japan Air Lines va patir una descompressió i va perdre el control. Va estavellar-se al Mont Osutaka, Japó i hi van morir 520 persones.
- El tercer pitjor accident d'aviació va ocórrer el 12 de novembre de 1996, quan un 747 de Saudi Arabian va xocar a l'aire frontalment contra un avió IL-76 de Kazahkstan Airlines. Hi van morir 349 persones i és la pitjor col·lisió aèria de la història.

## Altres accidents
- En 1975 va ocórrer una intoxicació alimentària causada per Staphylococcus aureus per la empresa de aviació JAL (Japan Airlines) en un boeing 747 direcció a l'aeroport Charles de Gaulle, París, on 197 persones es van a intoxicar. Afortunadament no hi va haver de lamentar víctimes mortals.

## Estadístiques
L'ONG Aircraft Crashes Record Office (ACRO), basada a Ginebra, recull les estadístiques dels accidents d'aviació d'aeronaus amb capacitat per a més de 6 passatgers però excloent helicòpters, globus aerostàtics i avions militars. A més només comptabilitza els accidents amb danys que signifiquin la retirada de l'avió, així ja que només tenen en compte els accidents més greus.
| Any  | Morts | Núm. d'accidents |
| 2018 | 1,040 | 113              |
| 2017 | 399   | 101              |
| 2016 | 629   | 102              |
| 2015 | 898   | 123              |
| 2014 | 1.328 | 122              |
| 2013 | 265   | 138              |
| 2012 | 794   | 119              |
| 2011 | 828   | 117              |
| 2010 | 1.115 | 130              |
| 2009 | 1.103 | 122              |
| 2008 | 884   | 156              |
| 2007 | 971   | 147              |
| 2006 | 1.294 | 166              |
| 2005 | 1.459 | 185              |
| 2004 | 771   | 172              |
| 2003 | 1.230 | 199              |
| 2002 | 1.413 | 185              |
| 2001 | 4.140 | 200              |
| 2000 | 1.582 | 189              |
| 1999 | 1.138 | 211              |